# Osiřelé dílo
Osiřelé dílo je takové, u něhož zatím neuplynula doba ochrany autorských práv, ale jeho autor není znám, nebo i když znám je, není možné ho nalézt. V důsledku této skutečnosti pak nelze ani osiřelé dílo užívat, protože k tomu není možné získat povinný souhlas jeho autora, ledaže jeho užití umožňuje některá zákonná licence.
To je překážkou např. i pro zpřístupnění některých děl prostřednictvím digitálních knihoven. Na evropské úrovni byla proto přijata směrnice 2012/28/EU o některých povolených způsobech užití osiřelých děl, která měla být do právních řádů jednotlivých členských států transponována nejpozději do 29. října 2014. V České republice byl příslušný zákon, který novelizuje autorský zákon, přijat 23. září, 23. října vyšel pod č. 228/2014 Sb. a účinnosti nabyl 7. listopadu 2014. Status osiřelého díla se zjišťuje primárně z informačních zdrojů té evropské země, kde bylo dílo poprvé vydáno či odvysíláno. Takové dílo pak mohou na základě zákonné licence užívat jen knihovny, archivy, muzea, galerie, školy nebo veřejnoprávní média, a to tak, že jej nevýdělečně a ve veřejném zájmu digitalizují a poté zpřístupní veřejnosti prostřednictvím internetu.